# Nelson Pedetti
Nelson Pedetti Ramírez (n. Montevideo, Uruguay, 7 de febrero de 1954) es un exfutbolista uruguayo. Jugaba de mediocampista y jugó en diversos equipos de Uruguay y Chile. 

## Trayectoria
Debutó profesionalmente en el club Racing de Montevideo en 1974, en 1976 pasa al club Nacional donde es campeón de la Primera División Uruguaya en 1977.
En 1979 arriba al fútbol chileno a jugar por Cobreloa, equipo con el cual obtiene el subcampeonato 1979 y el título de 1980. Luego juega por Deportes Iquique y Deportes Antofagasta antes de firmar por Cobresal en 1983, cuadro que defendió por cuatro temporadas hasta 1986, con el cuadro de El Salvador fue campeón de la Segunda División de 1983 ascendiendo a Primera división y al año siguiente el subcampeonato de Primera División 1984.
Pero también es conocido en el fútbol chileno, por una frase que dijo cuando jugaba en Cobresal: "Vi al golero estético y se la tiré por arriba, fue un gol de odontología".

## Clubes
| Club                 | País    | Año       |
| -------------------- | ------- | --------- |
| Racing de Montevideo | Uruguay | 1974-1975 |
| Nacional             | Uruguay | 1976-1978 |
| Cobreloa             | Chile   | 1979-1980 |
| Deportes Iquique     | Chile   | 1981      |
| Deportes Antofagasta | Chile   | 1982      |
| Cobresal             | Chile   | 1983-1986 |

## Palmarés
| Título           | Club     | País    | Año  |
| ---------------- | -------- | ------- | ---- |
| Primera División | Nacional | Uruguay | 1977 |
| Primera División | Cobreloa | Chile   | 1980 |
| Segunda División | Cobresal | Chile   | 1983 |